# Intérêt conventionnel
 (juillet 2024).
L'intérêt conventionnel est un taux d'intérêt déterminé librement par les parties d'un contrat, sous réserve que ce taux ne dépasse pas certaines limites légales. Ce concept est essentiel dans le droit civil et commercial, où il s'applique principalement aux prêts et autres formes de crédit.

## Cadre Légal
Selon l'article 1907 du Code civil français, le taux d'intérêt conventionnel ne peut excéder de plus du tiers le taux effectif moyen pratiqué par les établissements de crédit au cours du trimestre précédent pour des opérations similaires comportant des risques analogues. Ces taux effectifs moyens sont calculés trimestriellement par la Banque de France en fonction des divers types de crédit.

## Calcul et Régulation
La Banque de France est chargée de calculer et de publier les taux effectifs moyens chaque trimestre. Cette régulation vise à éviter l'usure, qui est définie comme le fait de prêter de l'argent à un taux excessif. Un taux d'intérêt est considéré comme usuraire lorsqu'il dépasse le seuil fixé par la loi.

## Sanctions
Le dépassement du taux d'intérêt légal, qualifié d'usuraire, peut entraîner des sanctions pénales. Les poursuites pour usure peuvent être intentées contre les prêteurs qui pratiquent des taux excessifs, afin de protéger les emprunteurs de conditions de crédit abusives.

## Exemples et Applications
- Prêts personnels : Lorsqu'une personne contracte un prêt personnel, le taux d'intérêt convenu avec la banque ou l'établissement de crédit doit respecter les limites fixées par la loi.
- Crédits immobiliers : Les crédits immobiliers sont également soumis à ces régulations, garantissant que les taux appliqués ne soient pas excessifs.

## Intérêt Légal
À côté de l'intérêt conventionnel, l'intérêt légal est un taux fixé par la loi, souvent utilisé lorsque les parties n'ont pas convenu d'un taux particulier. Il s'applique notamment dans le cadre des retards de paiement.